# 3417 Tamblyn
3417 Tamblyn је астероид главног астероидног појаса чија средња удаљеност од Сунца износи 2,426 астрономских јединица (АЈ).
Апсолутна магнитуда астероида је 13,7.